# Neri Pollastri
Neri Pollastri (Firenze, 18 aprile 1959) è un filosofo italiano.

## Biografia
Nato a Firenze nel 1959 e laureato in filosofia nel 1990 con una tesi sulla filosofia della natura di Hegel,  dal 1998 si occupa in particolare di filosofare con le persone, campo nel quale dal 2000 svolge la libera professione, sia privatamente che in collaborazione con amministrazioni pubbliche. Nel 2003-2004 ha avuto uno sportello di consulenza presso il quartiere 4 di Firenze e dal 2010 al 2015 ha lavorato presso un Centro di Salute Mentale della ASL.
Su questa attività ha pubblicato l’editore Apogeo Il pensiero e la vita (2004), Consulente filosofico cercasi (2007), Il filosofo in azienda (2010, con Paolo Cervari) e per le edizioni Di Girolamo L’uomo è ciò che pensa (2008, con Davide Miccione). Ha inoltre scritto diversi articoli, alcuni dei quali in lingua inglese.
Tra i fondatori di Phronesis – Associazione Italiana per la Consulenza Filosofica, ne è stato a lungo Presidente, e continua a dirigere (assieme a Davide Miccione) l’omonima rivista, edita da IPOC. È stato anche coordinatore della collana “Pratiche Filosofiche” diretta da Umberto Galimberti per Apogeo e (con D. Miccione e Stefano Zampieri) cura la collana “Dialogos”, sempre per l’editore IPOC. 
Ha insegnato consulenza filosofica in numerose Università Italiane ed è stato relatore in quattro International Conferences on Philosophical Practice Archiviato il 21 aprile 2019 in Internet Archive. (Copenaghen, Siviglia, Carloforte, Leusden). Ha inoltre all’attivo ricerche in campo tradizionalmente filosofico come L’assoluto eternamente in sé cangiante. Interpretazione olistica del sistema hegeliano (2001, La Città del Sole), alcuni articoli di filosofia politica e altri di filosofia dell’improvvisazione.
Accanto al suo impegno nella filosofia, si occupa di commenti alla musica, in particolare nel campo del jazz, collaborando con “Musica Jazz”, “Il Giornale della Musica” e “All About Jazz Italia”. Nel 2016 ha pubblicato la biografia artistica di Riccardo Tesi, Una vita a bottoni, uscita per l’editore Squilibri.
Attivo anche in campo teatrale, come amatore ha esperienze di attore (recitando in lavori di E. Ionesco, A. Nicolaj, G. Feydeau, N. Simon) e regista (ha diretto Sorelle Materassi di F. Storelli dal libro di A. Palazzeschi, La tettonica dei sentimenti di Éric-Emmanuel Schmitt e Siamo momentaneamente assenti di Luigi Squarzina).

## Pensiero
Davide Miccione, in La Consulenza Filosofica (2007, Xenia), definisce la teoria della consulenza filosofica di Pollastri tutt'uno, come in Achenbach, con una più generale concezione della filosofia e del filosofare. È all’interno di questa idea generale, che comprende una visione della società contemporanea, degli orizzonti attuali, dei destini della filosofia e il ruolo che il filosofo deve svolgere, che può essere inserita la visione della consulenza filosofica dello studioso fiorentino. Il punto di partenza potrebbe essere posto in un’analisi della società e nel ruolo che in essa giocano le psicoterapie e, più largamente il linguaggio e la cultura psicoterapeutica. L’idea di Pollastri sembra essere quella di chi vede in corso un processo di trasformazione del dolore del male in una patologia psicologicamente rilevabile e curabile: 
(Pollastri, Il pensiero e la vita: guida alla consulenza e alle pratiche filosofiche, 2004, p.91)
Ciò ovviamente porterebbe ad un estremo impoverimento nella capacità umana di comprendere e affrontare la vita. In un mondo in cui ogni dolore è sintomo e l’unica cosa che sembra avere importanza è che esso venga eliminato, la filosofia e la consulenza filosofica (che secondo Pollastri sembrano più essere due momenti di un'unica disciplina piuttosto che due cose diverse) non possono e non devono presentarsi come pensiero strategico e risolutivo. Prendere decisioni e risolvere problemi sono due modi attraverso cui si banalizza la complessità e anche il fascino di ogni esperienza vitale umana[7]. Come giustamente sottolinea,
(ivi, p. 103)
Con questa impostazione non stupirà dunque che Pollastri veda in modo estremamente critico la presenza del concetto di aiuto nella consulenza filosofica. Per Pollastri chi si concentra sull’aiutare il consulente rischia di fare semplicemente una psicoterapia mascherata e poco efficace[7]. Concentrarsi sull’ausilio e la soluzione dei problemi posti dal consultante
(ivi, p. 124)
L’onnipresenza del paradigma terapeutico non deve fare sì che si dimentichi anche il rapporto sano che la filosofia può mantenere con la psicologia rettamente intesa. La psicologia cioè come ricerca di ciò che è proprio del comportamento umano che, ci ricorda Pollastri, tutti i grandi filosofi da Platone ad Aristotele, da Montaigne a Kant, hanno sempre coltivato. Come studio sull’uomo, e al pari di altre scienze umane che cercano di coglierne altre limitate ma fondamentali dimensioni (si pensi all’antropologia o alla sociologia)[7], la psicologia va tenuta in considerazione dallo sguardo del consulente:
(ivi p. 101)
Posta in un orizzonte conoscitivo e non terapeutico la psicologia non è evitata, al pari di ogni altra disciplina, al consulente filosofico. Lo spazio entro cui Pollastri colloca la sua azione e la sua riflessione implica, ancor più radicalmente di Achenbach, una lettura della filosofia come del tutto connessa con la vita di ogni singolo uomo. Difficile cogliere la cesura tra questi e il filosofo. Se questa differenziazione ha sicuramente un valore indicativo, convenzionale, utile per distinguere chi ha fatto della riflessione il centro della vita, è difficile invece trovare una differenza essenziale tra costui e l’uomo comune[7]. L’uomo è necessariamente filosofo:
(ivi p.3)
Ma se l’uomo è perennemente filosofo è anche perché è propria della filosofia l’incapacità di arrestarsi a un dato, a un risultato che non sia ulteriormente indagabile[7]. La disciplina in questione così si mostra propriamente nella sua attività più che nel suo corpus di conoscenze:“
(ivi p. 11)
Da questa visione se ne deduce la inapplicabilità della filosofia in generale e più specificatamente l’impossibilità di concepire la consulenza filosofica come una sorta di filosofia applicata alla vita[7]. 
(ibidem)

## Opere
- L' assoluto eternamente in sé cangiante. Interpretazione olistica del sistema hegeliano, in Studi sul pensiero di Hegel, La Città del Sole, 2001, ISBN 978-8882921231.
- Il pensiero e la vita. Guida alla consulenza e alle pratiche filosofiche, Apogeo Education, 2004, ISBN 9788838788055
- Consulente filosofico cercasi, Milano, Apogeo, 2007, ISBN 9788850326396.
- L’uomo è ciò che pensa. Sull’avvenire della pratica filosofica [con Davide Miccione], Di Girolamo, Trapani, 2008, ISBN 9788887778250.
- Il filosofo in azienda. Pratiche filosofiche per le organizzazioni [con Paolo Cervari], Apogeo, Milano, 2010, ISBN 9788850327355
- Riccardo Tesi. Una vita a bottoni, in A viva voce, Squilibri, 2016, ISBN 978-8889009918

## Articoli
- La consulenza filosofica. Breve storia di una disciplina atipica, in Intersezioni, 1, 2001
- Gerd Achenbach e la fondazione della pratica filosofica, in Maieusis, 1, 2001
- La consulenza filosofica tra saggezza e metodo, in“Intersezioni, 1, 2003
- Razionalità del sentimento e affettività della ragione. Appunti sulle condizioni di possibilità della consulenza filosofica, in DisciplineFilosofiche, XV, I, 2005
- Teoria pratica” e palle di biliardo. La consulenza filosofica come mappatura dell’esistenza, in WalterBernardi eDomenicoMassaro(acuradi), La cura degli altri. La filosofia come terapia dell’anima, Universitàdegli studidi Siena, 2005
- From Hegel to Improvisation. On the Method Issue in Philosophical Consultation, in José BarrientosRastrojo(ed.), Entre Historia y Orientaciòn Filosofica, II vol., Sevilla, 2006
- Il consulente filosofico di quartiere, in Autaut, 332, settembre-dicembre 2006
- Analisi di Pier Aldo Rovatti, La filosofia può curare?, in Phronesis,8, aprile, 2007
- Prospettive politiche della pratica filosofica, in Humana.mente, 7, 2008
- Improvvisare la verità. Musica jazz e discorso filosofico, in Itinera, 10, 2015